# ادوین (کالیفرنیا)
ادوین (به انگلیسی: Edwin) یک منطقهٔ مسکونی در ایالات متحده آمریکا است که در شهرستان آمادور، کالیفرنیا واقع شده‌است. ادوین ۸۶ متر بالاتر از سطح دریا قرار دارد.